# Лусіу
Лусіма́р Ферре́йра да Сі́лва (порт. Lucimar Ferreira da Silva; нар. 8 травня 1978, Бразиліа), відоміший як Лу́сіу (порт. Lúcio) — бразильський футболіст, що грав на позиції центрального захисника, зокрема за італійські та німецькі клубні команди. Був капітаном національної збірної Бразилії.

## Кар'єра гравця
Лусіу розпочав кар'єру в клубі «Планалтіна», де виступав на позиції нападника. В 1997 році перейшов до «Ґуари». Того ж року після матчу Кубка Бразилії між «Ґуарою» та «Інтернасьйоналом» (0:7), Лусіу запросили до команди «червоних». За перехід захисника «Інтернасьйонал» заплатив 300 тис. крузейро (близько 100 тис. євро). В першому ж сезоні в новій команді Лусіу виграв чемпіонат штату Ріу-Ґранді-ду-Сул. Всього у складі команди він відіграв 3 роки, провів 51 матч і забив 5 голів.

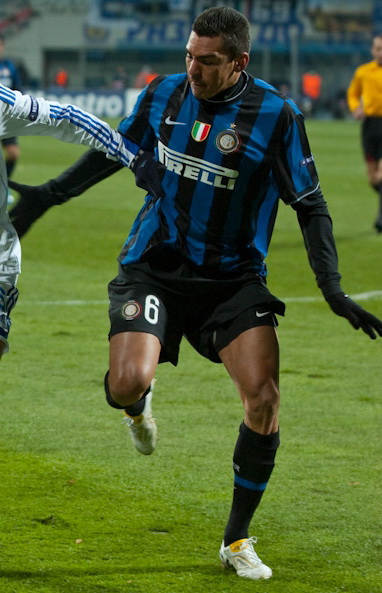
Лусіу в складі «Інтера»

У 2000 році Лусіу перейшов до леверкузенського «Баєра», який заплатив за трансфер гравця 8,5 млн євро. В першому сезоні в команді він провів 15 ігор і забив 5 голів. «Баєр» посів 4 місце в чемпіонаті, яке гарантувало клубу участь у Лізі чемпіонів. В наступному сезоні «Баєр» став срібним призером і вийшов у фінал Кубка Німеччини, де поступився «Шальке 04». Того ж року клуб дійшов до фіналу Ліги чемпіонів, в якому програв мадридському «Реалу» з рахунком 1:2; єдиний м'яч у німців забив Лусіу на 13-й хвилині. Після вдалих виступів у єврокубках, за Лусіу стали спостерігати провідні європейські клуби. В липні 2003 року йому запропонувала контракт «Рома», але перехід не відбувся.
У 2004 році Лусіу перейшов до мюнхенської «Баварії», підписавши контракт строком на 3 роки. Сума трансферу склала 12 млн євро. У 2005 році він продовжив угоду. Всього за 5 років у складі «Баварії» Лусіу провів 189 матчів і забив 11 голів. У 2008 і 2009 роках Лусіу був віце-капітаном команди. Він виграв з «Баварією» три чемпіонати Німеччини, три Кубки Німеччини і два Кубки німецької ліги.
16 червня 2009 року Лусіу розірвав контракт з «Баварією» і перейшов до міланського «Інтера», підписавши контракт на 3 роки. Сума трансферу склала 7 млн євро. Причиною для розриву з «Баварією» став новий тренер мюнхенців, Луї ван Гал, який сказав, що не розраховує на бразильця, як на гравця стартового складу. В першому сезоні в складі «Інтера» Лусіу зіграв 48 ігор і забив два голи. Він допоміг клубу виграти скудетто, Кубок Італії і Суперкубок Італії, а також Лігу чемпіонів.
Влітку 2011 року, після невдалих перемовин з «Інтером» з приводу нового контракту, Лусіу заявив, що хоче залишити італійський чемпіонат. Проте 17 серпня 2011 року гравець продовжив угоду з «Інтером» строком до 30 червня 2014 року.
Сезон 2011—2012 став останнім для Лусіу в «Інтері», влітку гравець розірвав угоду з клубом. 4 липня 2012 року Лусіу на правах вільного агента перейшов до туринського «Ювентуса». Утім у складі «старої сіньйори» не заграв і, провівши у її складі чотири гри усіх турнірів, за півроку залишив Італію.
Погравши у 2012—2015 роках на батьківщині за «Сан-Паулу» та «Палмейрас», 2015 року переїхав до Індії, де захищав кольори «Гоа».
Завершував ігрову кар'єру виступами за нижчолігові бразильські «Гаму» та «Бразильєнсе» протягом 2017—2019 років.

## Статистика виступів

### Статистика клубних виступів
| Сезон                      | Команда                    | Чемпіонат                  | Чемпіонат | Чемпіонат | Національний кубок | Національний кубок | Національний кубок | Континентальні кубки | Континентальні кубки | Континентальні кубки | Інші змагання | Інші змагання | Інші змагання | Усього | Усього |
| Сезон                      | Команда                    | Ліга                       | Ігор      | Голів     | Ліга               | Ігор               | Голів              | Ліга                 | Ігор                 | Голів                | Ліга          | Ігор          | Голів         | Ігор   | Голів  |
| -------------------------- | -------------------------- | -------------------------- | --------- | --------- | ------------------ | ------------------ | ------------------ | -------------------- | -------------------- | -------------------- | ------------- | ------------- | ------------- | ------ | ------ |
| 1997                       | «Ґуара»                    | -                          | -         | -         | КБ                 | 1                  | 0                  | -                    | -                    | -                    | -             | -             | -             | 1      | 0      |
| 1998                       | «Інтернасьйонал»           | ЛГ+A                       | 2++10     | 0++0      | КБ                 | 0                  | 0                  | -                    | -                    | -                    | -             | -             | -             | 12+    | 0+     |
| 1999                       | «Інтернасьйонал»           | ЛГ+A                       | 3++19     | 0++2      | КБ                 | 2                  | 0                  | -                    | -                    | -                    | -             | -             | -             | 24+    | 2+     |
| 2000                       | «Інтернасьйонал»           | ЛГ+КЖА                     | 2++20     | 0++3      | КБ                 | 4                  | 0                  | -                    | -                    | -                    | -             | -             | -             | 26+    | 3+     |
| Усього за «Інтернасьйонал» | Усього за «Інтернасьйонал» | Усього за «Інтернасьйонал» | 7++49     | 0++5      |                    | 6                  | 0                  |                      | -                    | -                    |               | -             | -             | 62+    | 5+     |
| 2000–01                    | «Баєр 04»                  | БЛ                         | 15        | 5         | КН                 | 0                  | 0                  | -                    | -                    | -                    | -             | -             | -             | 15     | 5      |
| 2001–02                    | «Баєр 04»                  | БЛ                         | 29        | 4         | КН                 | 4                  | 1                  | ЛЧ                   | 18                   | 3                    | -             | -             | -             | 51     | 8      |
| 2002–03                    | «Баєр 04»                  | БЛ                         | 21        | 3         | КН                 | 1                  | 1                  | ЛЧ                   | 6                    | 0                    | -             | -             | -             | 28     | 4      |
| 2003–04                    | «Баєр 04»                  | БЛ                         | 27        | 3         | КН                 | 1                  | 1                  | -                    | -                    | -                    | -             | -             | -             | 28     | 4      |
| Усього за «Баєр 04»        | Усього за «Баєр 04»        | Усього за «Баєр 04»        | 92        | 15        |                    | 6                  | 3                  |                      | 24                   | 3                    |               | -             | -             | 122    | 21     |
| 2004–05                    | «Баварія»                  | БЛ                         | 32        | 3         | КН                 | 6                  | 0                  | ЛЧ                   | 9                    | 0                    | КЛ            | 1             | 0             | 48     | 3      |
| 2005–06                    | «Баварія»                  | БЛ                         | 30        | 2         | КН                 | 5                  | 0                  | ЛЧ                   | 7                    | 0                    | КЛ            | 1             | 0             | 43     | 2      |
| 2006–07                    | «Баварія»                  | БЛ                         | 26        | 0         | КН                 | 2                  | 0                  | ЛЧ                   | 8                    | 2                    | КЛ            | 1             | 0             | 37     | 2      |
| 2007–08                    | «Баварія»                  | БЛ                         | 24        | 1         | КН                 | 6                  | 0                  | КУЄФА                | 13                   | 2                    | КЛ            | 3             | 0             | 46     | 3      |
| 2008–09                    | «Баварія»                  | БЛ                         | 32        | 1         | КН                 | 4                  | 1                  | ЛЧ                   | 8                    | 0                    | -             | -             | -             | 44     | 2      |
| Усього за «Баварію»        | Усього за «Баварію»        | Усього за «Баварію»        | 144       | 7         |                    | 23                 | 1                  |                      | 45                   | 4                    |               | 6             | 0             | 218    | 12     |
| 2009–10                    | «Інтернаціонале»           | A                          | 31        | 1         | КІ                 | 4                  | 1                  | ЛЧ                   | 12                   | 0                    | СІ            | 1             | 0             | 48     | 2      |
| 2010–11                    | «Інтернаціонале»           | A                          | 31        | 1         | КІ                 | 4                  | 0                  | ЛЧ                   | 8                    | 0                    | СІ+СУ+КЧС     | 1+1+2         | 0             | 47     | 1      |
| 2011–12                    | «Інтернаціонале»           | A                          | 34        | 1         | КІ                 | 0                  | 0                  | ЛЧ                   | 7                    | 1                    | СІ            | 0             | 0             | 41     | 2      |
| Усього за «Інтернаціонале» | Усього за «Інтернаціонале» | Усього за «Інтернаціонале» | 96        | 3         |                    | 8                  | 1                  |                      | 27                   | 1                    |               | 5             | 0             | 136    | 5      |
| серп.-груд. 2012           | «Ювентус»                  | A                          | 1         | 0         | КІ                 | 0                  | 0                  | ЛЧ                   | 2                    | 0                    | СІ            | 1             | 0             | 4      | 0      |
| 2013                       | «Сан-Паулу»                | ЛП+A                       | 11+10     | 1+1       | КБ                 | 0                  | 0                  | КЛ+ПАК               | 8+0                  | 0                    | РПА+КБС       | 2+0           | 0             | 31     | 2      |
| 2014                       | «Палмейрас»                | ЛП+A                       | 15+25     | 0+2       | КБ                 | 7                  | 0                  | -                    | -                    | -                    | -             | -             | -             | 47     | 2      |
| 2015                       | «Гоа»                      | ІСЛ                        | 11+3      | 0         | -                  | -                  | -                  | -                    | -                    | -                    | -             | -             | -             | 14     | 0      |
| 2016                       | «Гоа»                      | ІСЛ                        | 5         | 0         | -                  | -                  | -                  | -                    | -                    | -                    | -             | -             | -             | 5      | 0      |
| Усього за «Гоа»            | Усього за «Гоа»            | Усього за «Гоа»            | 19        | 0         |                    | -                  | -                  |                      | -                    | -                    |               | -             | -             | 19     | 0      |
| січ.-бер.2018              | «Гама»                     | ЛБ                         | 7         | 0         |                    |                    |                    |                      |                      |                      |               |               |               | 7      | 0      |
| квіт.2018 –19              | «Бразильєнсе»              | ЛБ+D                       | 0+9       | 0+1       |                    |                    |                    |                      |                      |                      |               |               |               | 9      | 1      |
| 2019                       | «Бразильєнсе»              | ЛБ+D                       | 10+8      | 1+0       | КБ                 | 1                  | 0                  |                      |                      |                      | КВ            | 3             | 0             | 22     | 1      |
| Усього за «Бразильєнсе»    | Усього за «Бразильєнсе»    | Усього за «Бразильєнсе»    | 10+17     | 1+1       |                    | 1                  | 0                  |                      | -                    | -                    |               | 3             | 0             | 31     | 2      |
| Усього за кар'єру          | Усього за кар'єру          | Усього за кар'єру          | 500+3     | 36        |                    | 52                 | 5                  |                      | 106                  | 8                    |               | 17            | 0             | 678    | 49     |

### Статистика виступів за збірну
| Дата       | Місто                  | Господарі        | Результат               | Гості          | Турнір                          | Голи | Примітки |
| ---------- | ---------------------- | ---------------- | ----------------------- | -------------- | ------------------------------- | ---- | -------- |
| 15-11-2000 | Сан-Паулу              | Бразилія         | 1 – 0                   | Колумбія       | Відбір до ЧС 2002               | -    |          |
| 3-3-2001   | Пасадіна (Каліфорнія)  | США              | 1 – 2                   | Бразилія       | товариський матч                | -    |          |
| 7-3-2001   | Гвадалахара            | Мексика          | 3 – 3                   | Бразилія       | товариський матч                | -    |          |
| 28-3-2001  | Кіто                   | Еквадор          | 1 – 0                   | Бразилія       | Відбір до ЧС 2002               | -    |          |
| 25-4-2001  | Сан-Паулу              | Бразилія         | 1 – 1                   | Перу           | Відбір до ЧС 2002               | -    |          |
| 31-5-2001  | Касіма (Ібаракі)       | Бразилія         | 2 – 0                   | Камерун        | Кубок Конфедерацій              | -    |          |
| 2-6-2001   | Касіма (Ібаракі)       | Бразилія         | 0 – 0                   | Канада         | Кубок Конфедерацій              | -    |          |
| 4-6-2001   | Касіма (Ібаракі)       | Японія           | 0 – 0                   | Бразилія       | Кубок Конфедерацій              | -    |          |
| 7-6-2001   | Сувон                  | Бразилія         | 1 – 2                   | Франція        | Кубок Конфедерацій              | -    |          |
| 5-9-2001   | Буенос-Айрес           | Аргентина        | 1 – 2                   | Бразилія       | Відбір до ЧС 2002               | -    |          |
| 7-10-2001  | Куритиба               | Бразилія         | 2 – 0                   | Чилі           | Відбір до ЧС 2002               | -    |          |
| 7-11-2001  | Ла-Пас                 | Болівія          | 3 – 1                   | Бразилія       | Відбір до ЧС 2002               | -    |          |
| 14-11-2001 | Сан-Луїс (Бразилія)    | Бразилія         | 3 – 0                   | Венесуела      | Відбір до ЧС 2002               | -    |          |
| 27-3-2002  | Форталеза              | Бразилія         | 1 – 0                   | Югославія      | товариський матч                | -    |          |
| 17-4-2002  | Лісабон                | Португалія       | 1 – 1                   | Бразилія       | товариський матч                | -    |          |
| 25-5-2002  | Куала-Лумпур           | Малайзія         | 0 – 4                   | Бразилія       | товариський матч                | -    |          |
| 3-6-2002   | Ульсан                 | Бразилія         | 2 – 1                   | Туреччина      | ЧС 2002 - 1-й етап              | -    |          |
| 8-6-2002   | Соґвіпхо               | Бразилія         | 4 – 0                   | КНР            | ЧС 2002 - 1-й етап              | -    |          |
| 13-6-2002  | Сувон                  | Коста-Рика       | 2 – 5                   | Бразилія       | ЧС 2002 - 1-й етап              | -    |          |
| 17-6-2002  | Кобе                   | Бразилія         | 2 – 0                   | Бельгія        | ЧС 2002 - 1/8 фіналу            | -    |          |
| 21-6-2002  | Сідзуока               | Англія           | 1 – 2                   | Бразилія       | ЧС 2002 - чвертьфінал           | -    |          |
| 26-6-2002  | Сайтама                | Бразилія         | 1 – 0                   | Туреччина      | ЧС 2002 - півфінал              | -    |          |
| 30-6-2002  | Йокогама               | Німеччина        | 0 – 2                   | Бразилія       | ЧС 2002 - Фінал                 | -    | [ 11 ]   |
| 20-11-2002 | Сеул                   | Південна Корея   | 2 – 3                   | Бразилія       | товариський матч                | -    |          |
| 11-6-2003  | Абуджа                 | Нігерія          | 0 – 3                   | Бразилія       | товариський матч                | -    |          |
| 19-6-2003  | Сен-Дені               | Бразилія         | 0 – 1                   | Камерун        | Кубок Конфедерацій              | -    |          |
| 21-6-2003  | Ліон                   | Бразилія         | 1 – 0                   | США            | Кубок Конфедерацій              | -    |          |
| 23-6-2003  | Сент-Етьєн             | Бразилія         | 2 – 2                   | Туреччина      | Кубок Конфедерацій              | -    |          |
| 7-9-2003   | Барранкілья            | Колумбія         | 1 – 2                   | Бразилія       | Відбір до ЧС 2006               | -    |          |
| 10-9-2003  | Манаус                 | Бразилія         | 1 – 0                   | Еквадор        | Відбір до ЧС 2006               | -    |          |
| 12-10-2003 | Лестер                 | Бразилія         | 1 – 0                   | Ямайка         | товариський матч                | -    |          |
| 16-11-2003 | Ліма                   | Перу             | 1 – 1                   | Бразилія       | Відбір до ЧС 2006               | -    |          |
| 19-11-2003 | Куритиба               | Бразилія         | 3 – 3                   | Уругвай        | Відбір до ЧС 2006               | -    |          |
| 18-2-2004  | Дублін                 | Ірландія         | 0 – 0                   | Бразилія       | товариський матч                | -    |          |
| 31-3-2004  | Асунсьйон              | Парагвай         | 0 – 0                   | Бразилія       | Відбір до ЧС 2006               | -    |          |
| 9-2-2005   | Гонконг                | Гонконг          | 1 – 7                   | Бразилія       | Carlsberg Cup                   | 1    |          |
| 27-3-2005  | Гоянія                 | Бразилія         | 1 – 0                   | Перу           | Відбір до ЧС 2006               | -    |          |
| 30-3-2005  | Монтевідео             | Уругвай          | 1 – 1                   | Бразилія       | Відбір до ЧС 2006               | -    |          |
| 5-6-2005   | Порту-Алегрі           | Бразилія         | 4 – 1                   | Парагвай       | Відбір до ЧС 2006               | -    |          |
| 16-6-2005  | Лейпциг                | Бразилія         | 3 – 0                   | Греція         | Кубок Конфедерацій              | -    |          |
| 19-6-2005  | Ганновер               | Мексика          | 1 – 0                   | Бразилія       | Кубок Конфедерацій              | -    |          |
| 22-6-2005  | Кельн                  | Японія           | 2 – 2                   | Бразилія       | Кубок Конфедерацій              | -    |          |
| 25-6-2005  | Нюрнберг               | Німеччина        | 2 – 3                   | Бразилія       | Кубок Конфедерацій              | -    |          |
| 29-6-2005  | Франкфурт-на-Майні     | Бразилія         | 4 – 1                   | Аргентина      | Кубок Конфедерацій              | -    | [ 12 ]   |
| 17-8-2005  | Спліт                  | Хорватія         | 1 – 1                   | Бразилія       | товариський матч                | -    |          |
| 4-9-2005   | Бразиліа               | Бразилія         | 5 – 0                   | Чилі           | Відбір до ЧС 2006               | -    |          |
| 12-10-2005 | Белен (Бразилія)       | Бразилія         | 3 – 0                   | Венесуела      | Відбір до ЧС 2006               | -    |          |
| 12-11-2005 | Абу-Дабі               | ОАЕ              | 0 – 8                   | Бразилія       | товариський матч                | 1    |          |
| 1-3-2006   | Москва                 | Росія            | 0 – 1                   | Бразилія       | товариський матч                | -    |          |
| 4-6-2006   | Женева                 | Бразилія         | 4 – 0                   | Нова Зеландія  | товариський матч                | -    |          |
| 13-6-2006  | Берлін                 | Бразилія         | 1 – 0                   | Хорватія       | ЧС 2006 - 1-й етап              | -    |          |
| 18-6-2006  | Мюнхен                 | Бразилія         | 2 – 0                   | Австралія      | ЧС 2006 - 1-й етап              | -    |          |
| 22-6-2006  | Дортмунд               | Японія           | 1 – 4                   | Бразилія       | ЧС 2006 - 1-й етап              | -    |          |
| 27-6-2006  | Дортмунд               | Бразилія         | 3 – 0                   | Гана           | ЧС 2006 - 1/8 фіналу            | -    |          |
| 1-7-2006   | Франкфурт-на-Майні     | Бразилія         | 0 – 1                   | Франція        | ЧС 2006 - чвертьфінал           | -    |          |
| 16-8-2006  | Осло                   | Норвегія         | 1 – 1                   | Бразилія       | товариський матч                | -    |          |
| 3-9-2006   | Лондон                 | Бразилія         | 3 – 0                   | Аргентина      | товариський матч                | -    |          |
| 10-10-2006 | Стокгольм              | Бразилія         | 2 – 1                   | Еквадор        | товариський матч                | -    |          |
| 6-2-2007   | Лондон                 | Бразилія         | 0 – 2                   | Португалія     | товариський матч                | -    |          |
| 24-3-2007  | Гетеборг               | Бразилія         | 4 – 0                   | Чилі           | товариський матч                | -    |          |
| 27-3-2007  | Стокгольм              | Бразилія         | 1 – 0                   | Гана           | товариський матч                | -    |          |
| 9-9-2007   | Чикаго                 | США              | 1 – 4                   | Бразилія       | товариський матч                | 1    |          |
| 12-9-2007  | Фоксборо (Массачусетс) | Бразилія         | 3 – 1                   | Мексика        | товариський матч                | -    |          |
| 14-10-2007 | Богота                 | Колумбія         | 0 – 0                   | Бразилія       | Відбір до ЧС 2010               | -    |          |
| 17-10-2007 | Ріо-де-Жанейро         | Бразилія         | 5 – 0                   | Еквадор        | Відбір до ЧС 2010               | -    |          |
| 18-11-2007 | Ліма                   | Перу             | 1 – 1                   | Бразилія       | Відбір до ЧС 2010               | -    |          |
| 26-3-2008  | Лондон                 | Швеція           | 0 – 1                   | Бразилія       | товариський матч                | -    |          |
| 31-5-2008  | Сіетл                  | Бразилія         | 3 – 2                   | Канада         | товариський матч                | -    |          |
| 15-6-2008  | Асунсьйон              | Парагвай         | 2 – 0                   | Бразилія       | Відбір до ЧС 2010               | -    |          |
| 18-6-2008  | Белу-Оризонті          | Бразилія         | 0 – 0                   | Аргентина      | Відбір до ЧС 2010               | -    |          |
| 7-9-2008   | Сантьяго               | Чилі             | 0 – 3                   | Бразилія       | Відбір до ЧС 2010               | -    |          |
| 10-9-2008  | Ріо-де-Жанейро         | Бразилія         | 0 – 0                   | Болівія        | Відбір до ЧС 2010               | -    |          |
| 12-10-2008 | Сан-Кристобаль         | Венесуела        | 0 – 4                   | Бразилія       | Відбір до ЧС 2010               | -    |          |
| 15-10-2008 | Ріо-де-Жанейро         | Бразилія         | 0 – 0                   | Колумбія       | Відбір до ЧС 2010               | -    |          |
| 10-2-2009  | Лондон                 | Бразилія         | 2 – 0                   | Італія         | товариський матч                | -    |          |
| 29-3-2009  | Кіто                   | Еквадор          | 1 – 1                   | Бразилія       | товариський матч                | -    |          |
| 1-4-2009   | Порту-Алегрі           | Бразилія         | 3 – 0                   | Перу           | Відбір до ЧС 2010               | -    |          |
| 6-6-2009   | Монтевідео             | Уругвай          | 0 – 4                   | Бразилія       | Відбір до ЧС 2010               | -    |          |
| 10-6-2009  | Ресіфі                 | Бразилія         | 2 – 1                   | Парагвай       | Відбір до ЧС 2010               | -    |          |
| 15-6-2009  | Блумфонтейн            | Бразилія         | 4 – 3                   | Єгипет         | Кубок Конфедерацій              | -    |          |
| 18-6-2009  | Преторія               | США              | 0 – 3                   | Бразилія       | Кубок Конфедерацій              | -    |          |
| 21-6-2009  | Преторія               | Італія           | 0 – 3                   | Бразилія       | Кубок Конфедерацій              | -    |          |
| 25-6-2009  | Йоганнесбург           | Бразилія         | 1 – 0                   | ПАР            | Кубок Конфедерацій              | -    |          |
| 28-6-2009  | Йоганнесбург           | США              | 2 – 3                   | Бразилія       | Кубок Конфедерацій              | 1    | [ 13 ]   |
| 12-8-2009  | Таллінн                | Естонія          | 0 – 1                   | Бразилія       | товариський матч                | -    |          |
| 5-9-2009   | Росаріо                | Аргентина        | 1 – 3                   | Бразилія       | Відбір до ЧС 2010               | -    |          |
| 14-11-2009 | Доха                   | Бразилія         | 1 – 0                   | Англія         | товариський матч                | -    |          |
| 17-11-2009 | Маскат                 | Оман             | 0 – 2                   | Бразилія       | товариський матч                | -    |          |
| 2-3-2010   | Лондон                 | Ірландія         | 0 – 2                   | Бразилія       | товариський матч                | -    |          |
| 2-6-2010   | Хараре                 | Зімбабве         | 0 – 3                   | Бразилія       | товариський матч                | -    |          |
| 7-6-2010   | Дар-ес-Салам           | Танзанія         | 1 – 5                   | Бразилія       | товариський матч                | -    |          |
| 15-6-2010  | Йоганнесбург           | Бразилія         | 2 – 1                   | Північна Корея | ЧС 2010 - 1-й етап              | -    |          |
| 20-6-2010  | Йоганнесбург           | Бразилія         | 3 – 1                   | Кот-д'Івуар    | ЧС 2010 - 1-й етап              | -    |          |
| 25-6-2010  | Дурбан                 | Португалія       | 0 – 0                   | Бразилія       | ЧС 2010 - 1-й етап              | -    |          |
| 28-6-2010  | Йоганнесбург           | Бразилія         | 3 – 0                   | Чилі           | ЧС 2010 - 1/8 фіналу            | -    |          |
| 2-7-2010   | Гебеха                 | Нідерланди       | 2 – 1                   | Бразилія       | ЧС 2010 - чвертьфінал           | -    |          |
| 27-3-2011  | Лондон                 | Бразилія         | 2 – 0                   | Шотландія      | товариський матч                | -    |          |
| 4-6-2011   | Гоянія                 | Бразилія         | 0 – 0                   | Нідерланди     | товариський матч                | -    |          |
| 7-6-2011   | Сан-Паулу              | Бразилія         | 1 – 0                   | Румунія        | товариський матч                | -    |          |
| 3-7-2011   | Ла-Плата (місто)       | Бразилія         | 0 – 0                   | Венесуела      | Копа Америка 2011 - 1-й етап    | -    |          |
| 9-7-2011   | Кордова                | Бразилія         | 2 – 2                   | Парагвай       | Копа Америка 2011 - 1-й етап    | -    |          |
| 13-7-2011  | Кордова                | Бразилія         | 4 – 2                   | Колумбія       | Копа Америка 2011 - 1-й етап    | -    |          |
| 17-7-2011  | Ла-Плата (місто)       | Бразилія         | 0 – 0 д.ч. (0 – 2 п.п.) | Парагвай       | Копа Америка 2011 - чвертьфінал | -    |          |
| 10-8-2011  | Штутгарт               | Німеччина        | 3 – 2                   | Бразилія       | товариський матч                | -    |          |
| 5-9-2011   | Лондон                 | Бразилія         | 1 – 0                   | Гана           | товариський матч                | -    |          |
| Усього     |                        | Матчів (5 місце) | 105                     |                | Голів                           | 4    |          |

## Досягнення
Командні досягнення
 «Інтернасьйонал»
- Чемпіон штату Ріу-Ґранді-ду-Сул (1): 1997

 «Баварія»
- Чемпіон Німеччини (3): 2004-05, 2005-06, 2007-08
- Володар Кубка Німеччини (3): 2004-05, 2005-06, 2007-08
- Володар Кубка Ліги Німеччини (2): 2004, 2007

 «Інтернаціонале»
- Чемпіон Італії (1): 2009-10
- Володар Кубка Італії (2): 2009-10, 2010-11
- Володар Суперкубка Італії (1): 2010
- Переможець Ліги чемпіонів (1): 2009-10
- Переможець Клубного чемпіонату світу (1): 2010

 «Ювентус»
- Володар Суперкубка Італії (1): 2012

 Збірна Бразилії
- Чемпіон світу (1): 2002
- Володар Кубка Конфедерацій (2): 2005, 2009

Особисті досягнення
- Володар Срібного м'яча Бразилії: 2000

## Виноски
1. ↑  Transfermarkt.de — 2000.
2. ↑  BDFA
3. ↑  Comunicato Stampa in merito alle trattative riguardanti il giocatore Lucio
4. ↑  Профіль гравця на transfermarkt.de. Архів оригіналу за 16 березня 2010. Процитовано 21 серпня 2011.
5. ↑  Lucio verlässt die Bayern. Архів оригіналу за 19 липня 2009. Процитовано 21 серпня 2011.
6. ↑  Лусіу та «Інтер» поки не домовились про новий контракт[недоступне посилання]
7. ↑  Агент: Лусіу чекає пропозицій від грандів. Архів оригіналу за 23 червня 2011. Процитовано 21 серпня 2011.
8. ↑  L'Inter e Lucio: insieme fino al 2014 (італійською) . Sito ufficiale dell'Internazionale FC Milano. 17 серпня 2011. Архів оригіналу за 14 липня 2013. Процитовано 21 серпня 2011.
9. ↑  Лусіу перейшов до «Ювентуса» [Архівовано 17 серпня 2012 у Wayback Machine.] (рос.)
10. ↑  У плей-оф.
11. ↑  5-й титул
12. ↑  2-й титул
13. ↑  3-й титул